# Erbsen (Gattung)
Die Pflanzengattung der Erbsen (Pisum) gehört zur Unterfamilie der Schmetterlingsblütler (Faboideae) innerhalb der Familie der Hülsenfrüchtler (Fabaceae). Von wirtschaftlicher Bedeutung ist die als Nahrungspflanze genutzte Gartenerbse (Pisum sativum). Viele Arten aus anderen Gattungen enthalten auch den Namensbestandteil -erbse, beispielsweise die Kichererbse.

## Beschreibung

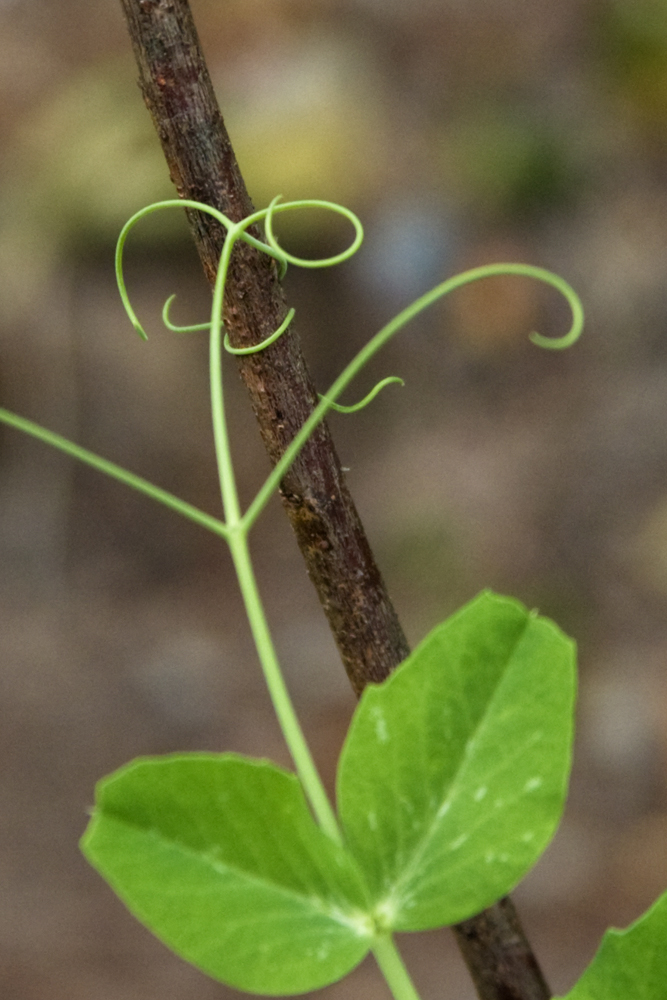
Ranke.

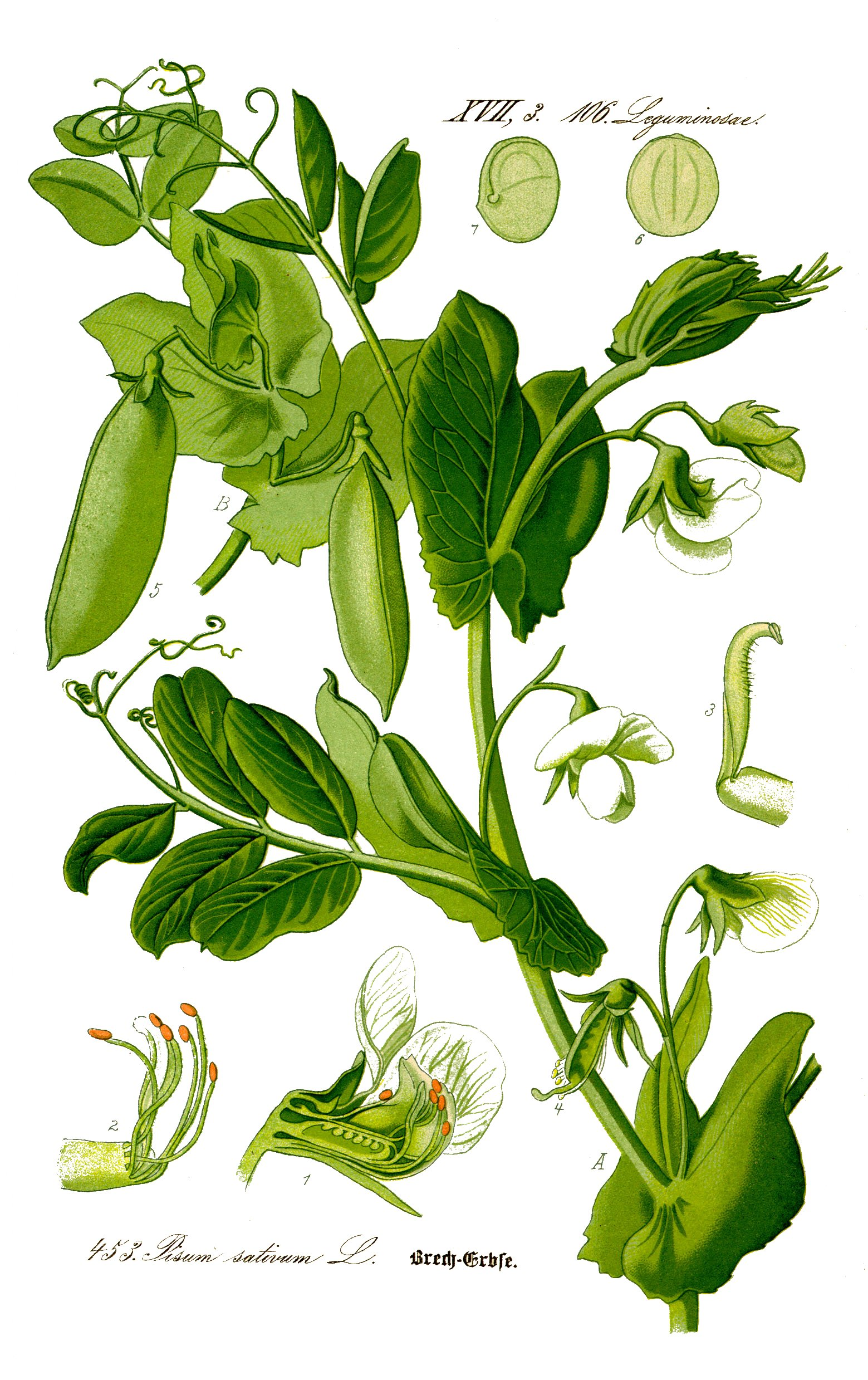
Illustration der Gartenerbse (Pisum sativum).

### Vegetative Merkmale
Die Pisum-Arten wachsen als einjährige, krautige Pflanzen meist mit Blattranken kletternd. Die bleistiftförmigen Stängel sind unbehaart und sind oft nicht selbständig aufrecht.
Die wechselständigen Laubblätter sind paarig gefiedert mit ein bis drei Paaren von Fiederblättchen. Die eiförmigen bis elliptischen Fiederblättchen besitzen einen glatten oder gezähnten Rand. Die Rhachis endet in einer meist drei- oder fünfästigen Ranke. Die laubblattähnlichen Nebenblätter sind herzförmig und mit bis 10 cm größer als die Fiederblättchen.

### Generative Merkmale
In oft lang gestielten, traubigen Blütenständen stehen ein bis viele Blüten zusammen. Die Tragblätter sind klein und hinfällig und Deckblätter fehlen.
Die zwittrigen, zygomorphen, fünfzähligen Blüten besitzen eine doppelte Blütenhülle. Die fünf blattähnlichen, ungleichen Kelchblätter sind glockenförmig verwachsen, wobei mindestens zwei Kelchzähne höchstens doppelt so lang sind wie die Kelchröhre. Die fünf Krone ist oft weiß, seltener rot über rosafarben bis bläulich. Die genagelte Fahne ist verkehrt eiförmig. Die zwei Flügel sind mit dem Schiffchen verwachsen und größer als dasselbe. Es sind zehn Staubblätter vorhanden, wobei die Staubblattröhre ist nicht schief abgeschnitten und die Staubbeutel alle gleich sind. Der Fruchtknoten ist fast sitzend und enthält viele Samenanlagen. Der einwärts gekrümmte Griffel ist längs gefurcht, am oberen Ende leicht abgeflacht und bärtig behaart. Die Narbe ist klein.
Die lang elliptische, abgeflachte Hülsenfrucht enthält viele Samen. Die fast kugeligen Samen besitzen ein Hilum das von einem Arillus bedeckt ist.

## Verbreitung
Die Gattung der Erbsen ist im Mittelmeerraum und Kleinasien verbreitet. Pisum sativum wird weltweit in den Gemäßigten Zonen angebaut.

## Systematik

### Äußere Systematik
Die Gattung der Erbsen (Pisum, von lateinisch pisum Erbse, Plural pisa) gehört zur Tribus Fabeae (Synonym: Vicieae) in der Unterfamilie der Faboideae innerhalb der Familie der Fabaceae.
Die Gattung Pisum ist nahe verwandt mit der Gattung der Platterbsen (Lathyrus). Nach genetischen Analysen ist nächstverwandt die Gattung Vavilovia mit einer, möglicherweise zwei Arten. Ob die gemeinsame Klade von Pisum und Vavilovia Schwestergruppe von Lathyrus ist oder möglicherweise innerhalb dieser Gattung eingeschachtelt (d. h. möglicherweise mit einigen Platterbsen näher verwandt als diese zu anderen Vertretern der Gattung), ist wissenschaftlich umstritten. Die Gattung umfasst nur drei genetisch klar getrennte Arten, die untereinander nicht voll fertil kreuzbar sind: Pisum sativum L., Pisum fulvum Sibth. & Sm. (Wildart: Jordanien, Syrien, Israel, Libanon), Pisum abyssinicum A. Braun (kultivierte Sippe: Äthiopien, Jemen. möglicherweise als Hybrid aus Pisum sativum subsp. elatius und Pisum fulvum entstanden und unabhängig kultiviert)
Eine molekularphylogenetische Analyse der Tribus Fabeae hat kürzlich nahegelegt, dass die Gattung Pisum in der Gattung der Platterbsen (Lathyrus) genestet liegen könnte, die Erbsen also stammesgeschichtlich korrekt als Platterbsen angesehen und bezeichnet werden müssten. Die nomenklatorische Neukombination, die nötig würde, wenn sich dieses Ergebnis bestätigt, wurde jedoch bislang nicht vollzogen.

### Innere Systematik

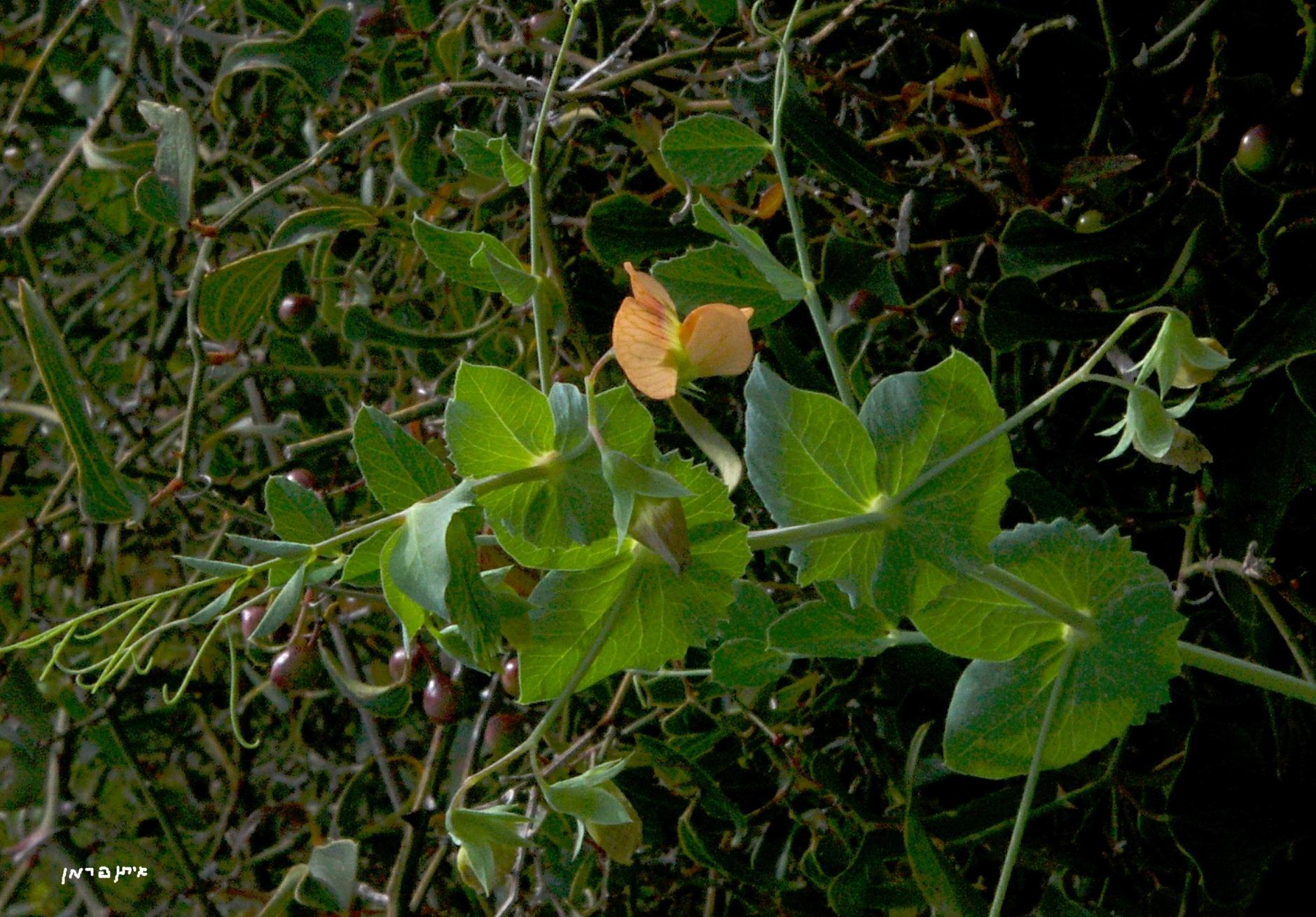
Pisum fulvum

Der Gattungsname Pisum wurde 1753 durch Carl von Linné in Species Plantarum erstveröffentlicht. Typusart ist Pisum sativum L.
Die Gattung umfasst drei Arten.
Nach dem weithin akzeptierten System von Maxted und Ambrose werden darüber hinaus die folgenden Unterarten und Varietäten anerkannt
- Erbse (Pisum sativum L.)
  - Pisum sativum subsp. sativum
    - Pisum sativum subsp. sativum var. sativum
    - Pisum sativum subsp. sativum var. arvense (L.) Poir.

  - Pisum sativum subsp. elatius (Steven ex M.Bieb.) Asch. & Graebn.
    - Pisum sativum subsp. elatius var. elatius
    - Pisum sativum subsp. elatius var. brevipedunculatum P.H.Davis & Meikle
    - Pisum sativum subsp. elatius var. pumilio Meikle
- Pisum fulvum Sm.: Sie kommt in Vorderasien und in der Ägäis vor.[2]
- Pisum abyssinicum A.Braun: Sie kommt in Äthiopien und in Saudi-Arabien vor.[2]

Andere Systeme, vor allem das von Christian O. Lehmann (teilweise auf Basis von Arbeiten von Leonid I. Govorov), unterscheiden zahlreiche weitere Unterarten und Varietäten, Lehmann allein 101 Varietäten von Pisum sativum subsp. sativum. Dieses System ist, wie von ihm selbst klar ausgesagt, künstlich. Es soll vor allem Züchtern helfen, die Formenfülle zu bewältigen.
Alle Arten besitzen einen Chromosomensatz von 2n = 14.  Unterarten und Varietäten von Pisum sativum sind voll fruchtbar miteinander kreuzbar. Pisum fulvum und Pisum sativum sind eingeschränkt kreuzbar, F1-Hybride sind nur lebensfähig, wenn die erste Art Pollenspender ist.